# Sint-Josephkerk (Barger-Compascuum)
De Sint-Josephkerk in de Nederlandse plaats Barger-Compascuum (provincie Drenthe) is een katholieke kerk, die gebouwd werd in de jaren 1923 tot 1925. De kerk werd op 14 juli 1925 door de toenmalige aartsbisschop Henricus van de Wetering ingewijd.

## Beschrijving
De kerk verving de in 1874 gebouwde houten kerk, die met het bijbehorende kerkhof westelijker op het hoogveen was gelegen. Daarvoor kerkten de parochianen van de Sint-Josephparochie in Barger-Compascuum in een houten schuurkerk.
De traditionalistische stijl gebouwde driebeukige kerk is een ontwerp van Jos Cuypers. In 1952 werd de kerk met een travee en een toren uitgebreid onder architectuur van Petrus Starmans.
De kerk is erkend als rijksmonument  vanwege het "cultuur-, architectuurhistorisch en stedebouwkundig belang". De betekenis van het gebouw als rooms-katholieke kern, de beeldbepalende ligging en de kwaliteit van het ontwerp en de gaafheid van het gebouw waren elementen die een rol speelden bij de toewijzing tot monument.